# Cedusa yipara
Cedusa yipara är en insektsart som beskrevs av Kramer 1986. Cedusa yipara ingår i släktet Cedusa och familjen Derbidae. Inga underarter finns listade i Catalogue of Life.